# 臺灣山脈列表

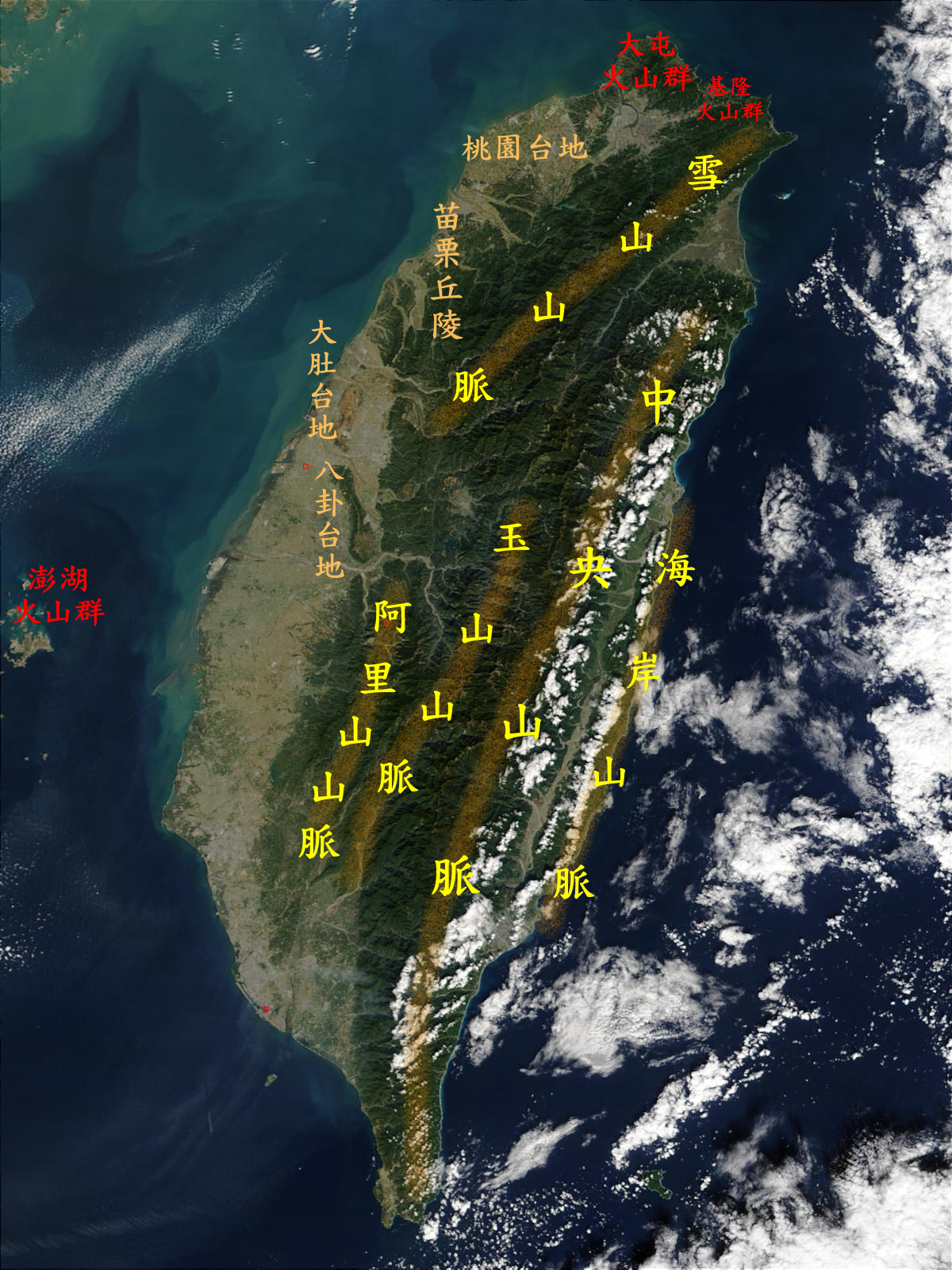
台灣山脈分布圖

台灣是個南北狹長、高山密佈的島嶼，山脈分佈由北至南縱貫全台。若依陵脈延伸的完整性，大致可分成呈南北縱走方向的中央山脈、雪山山脈、玉山山脈、阿里山山脈和海岸山脈等五大山脈，以及位於西北方的大屯火山彙，及其他小型山脈。各主要山脈的基本走向為北北東向。位于太平洋板块和歐亞板块的消亡边界，形成于喜马拉雅运动。

## 中央山脈
中央山脈北起宜蘭縣蘇澳的北方澳，南抵台灣本島最南端的鵝鑾鼻，位於台灣島中央偏東，全長約500公里（310英里），東西寬約80公里（50英里），縱貫全島有「臺灣屋脊」之稱，所以又稱為「脊梁山脈」

## 雪山山脈
雪山山脈位於中央山脈的西北方，由宜蘭縣至南投縣 ，東以蘭陽溪斷層谷與大甲溪上游縱谷（與中央山脈分界）。雪山山脈為台灣最北方的山脈，北起三貂角，南迄南投縣信義鄉濁水溪北岸，經過鄉鎮市區為新北市貢寮區、雙溪區、平溪區、坪林區、石碇區、烏來區、新店區、三峽區，桃園市復興區，新竹縣尖石鄉、五峰鄉，苗栗縣泰安鄉、南庄鄉，台中市和平區、東勢區、新社區，南投縣仁愛鄉、信義鄉、國姓鄉、埔里鎮、魚池鄉、水里鄉，宜蘭縣頭城鎮、礁溪鄉、員山鄉、大同鄉。，長約260公里（160英里），寬約28公里。

## 玉山山脈
玉山山脈位於南台灣，北起玉山山塊-治卯山，濁水溪南岸，南抵高雄市的六龜區十八羅漢山附近，長約180公里，是台灣五大山脈中最高者。玉山山脈在中央山脈南端西側，兩者隔著荖濃溪為界。玉山山脈的走向先是東西向，再轉為北北東—南南西方向，擁有全台第一高峰玉山。

## 阿里山山脈
阿里山山脈位於玉山山脈西方，兩座山脈隔著楠梓仙溪遙相呼應。阿里山山脈北起南投縣集集鎮的濁水溪南岸，南抵高雄市燕巢區的雞冠山。稜脈大致呈現北北東──南南西的走向，長約250公里，平均高度2500公尺。

## 海岸山脈
海岸山脈為台灣五大山脈之一，位於臺灣本島之東緣，北起花蓮，南迄臺東，其縱長150公里，東西之平均寬度為10公里，一般以秀姑巒溪切穿而分成南北兩段。北段北自花蓮溪口的花蓮山起（地質學家認為花蓮市的美崙山、花岡山亦係海岸山脈殘餘的山丘），南至秀姑巒溪北岸，八里灣山是北段最高峰，但高度未及900公尺。南段自里牙津山起，而止於卑南溪，山嶺高度多在1000公尺左右，最高峰為高1680公尺的新港山。

## 大屯火山群
大屯火山群位於台灣北部，其主體乃是由大屯火山群彙所構成的火山地形，為台灣主要的火山分佈區，地質構造多屬安山岩。外型特殊的錐狀或鐘狀火山體，及火山口、火口湖，構成獨特的地質地形景觀。

## 其他山脈
- 八卦山山脈[5]
- 加里山山脈

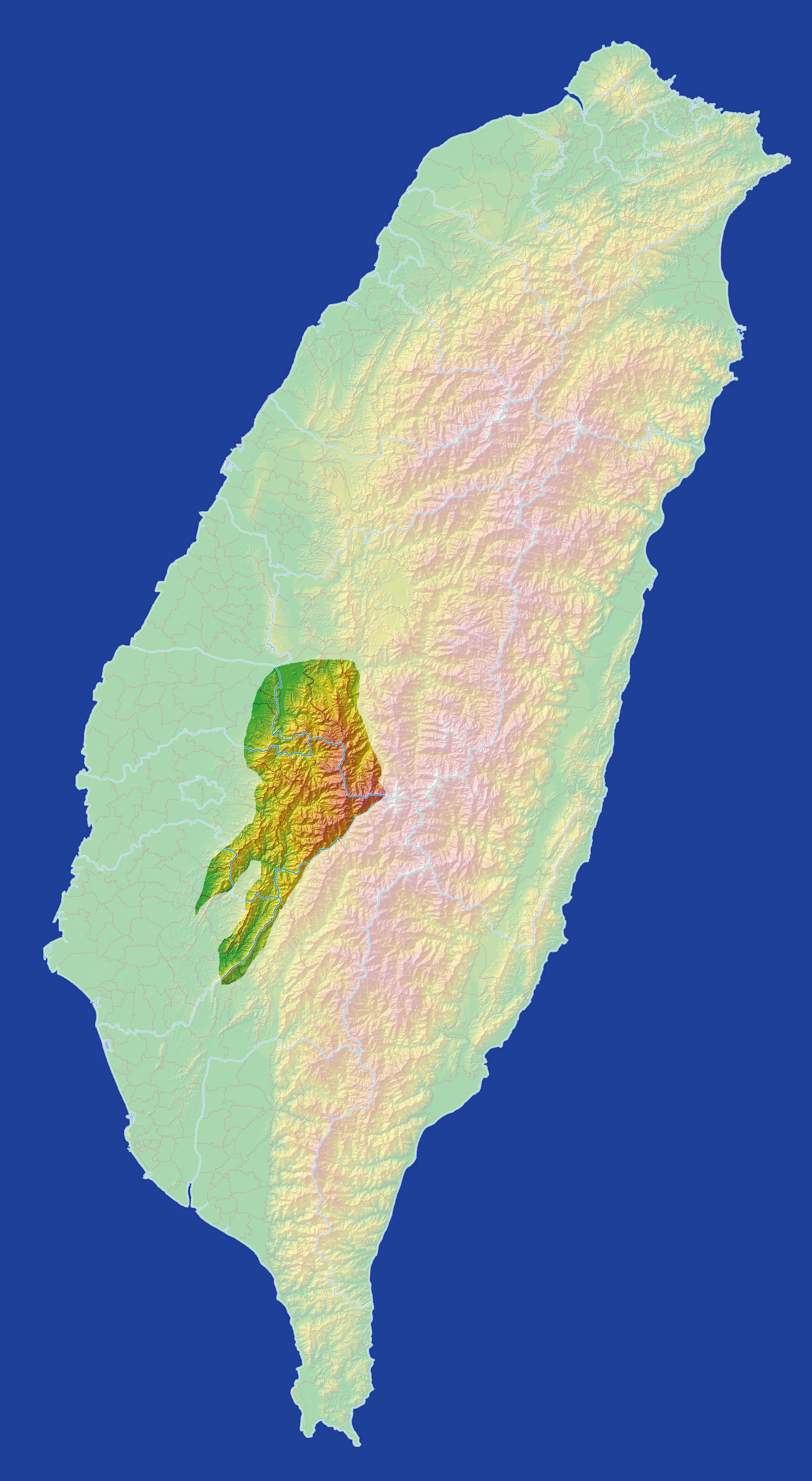
阿里山山脈
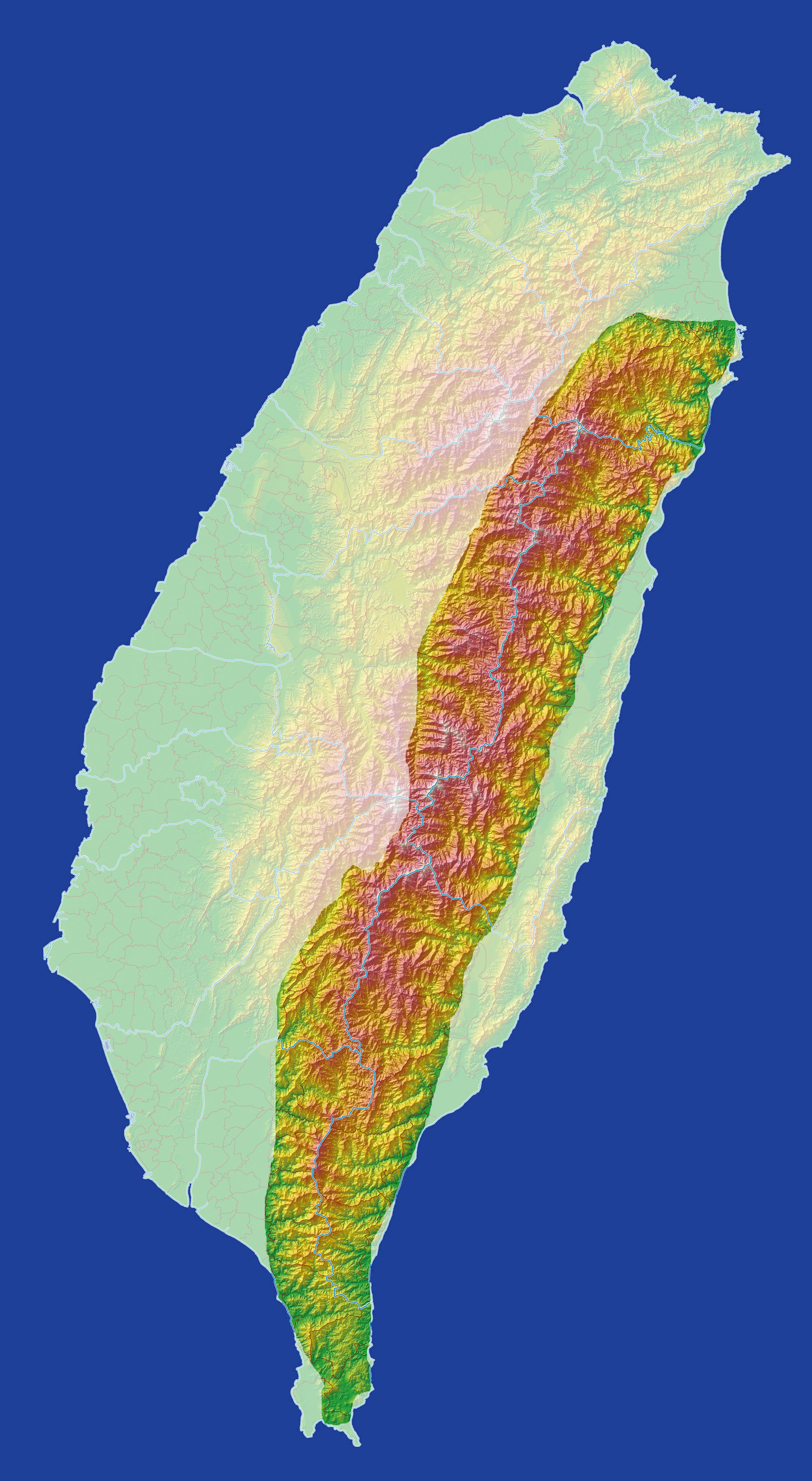
中央山脈
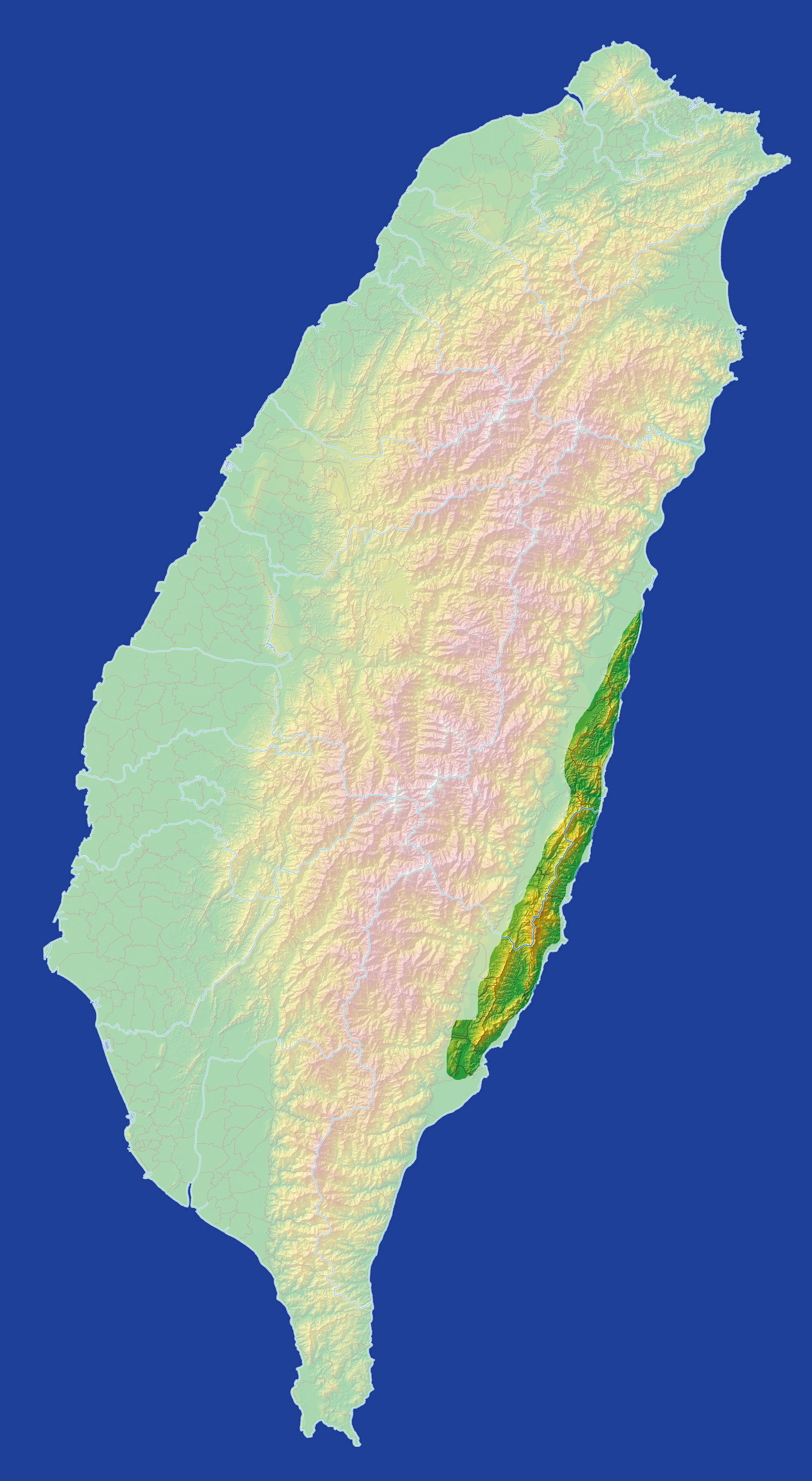
海岸山脈
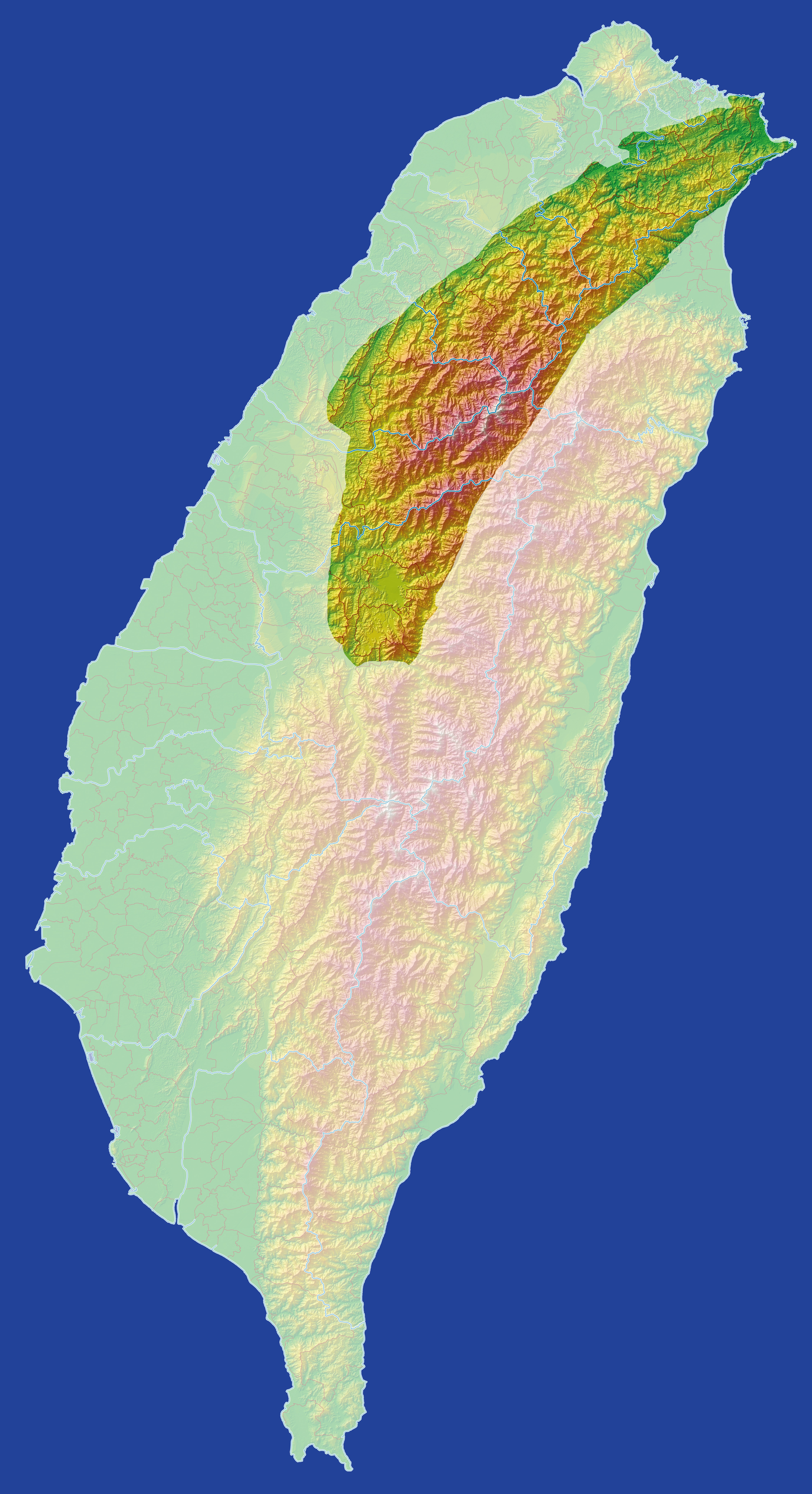
雪山山脈
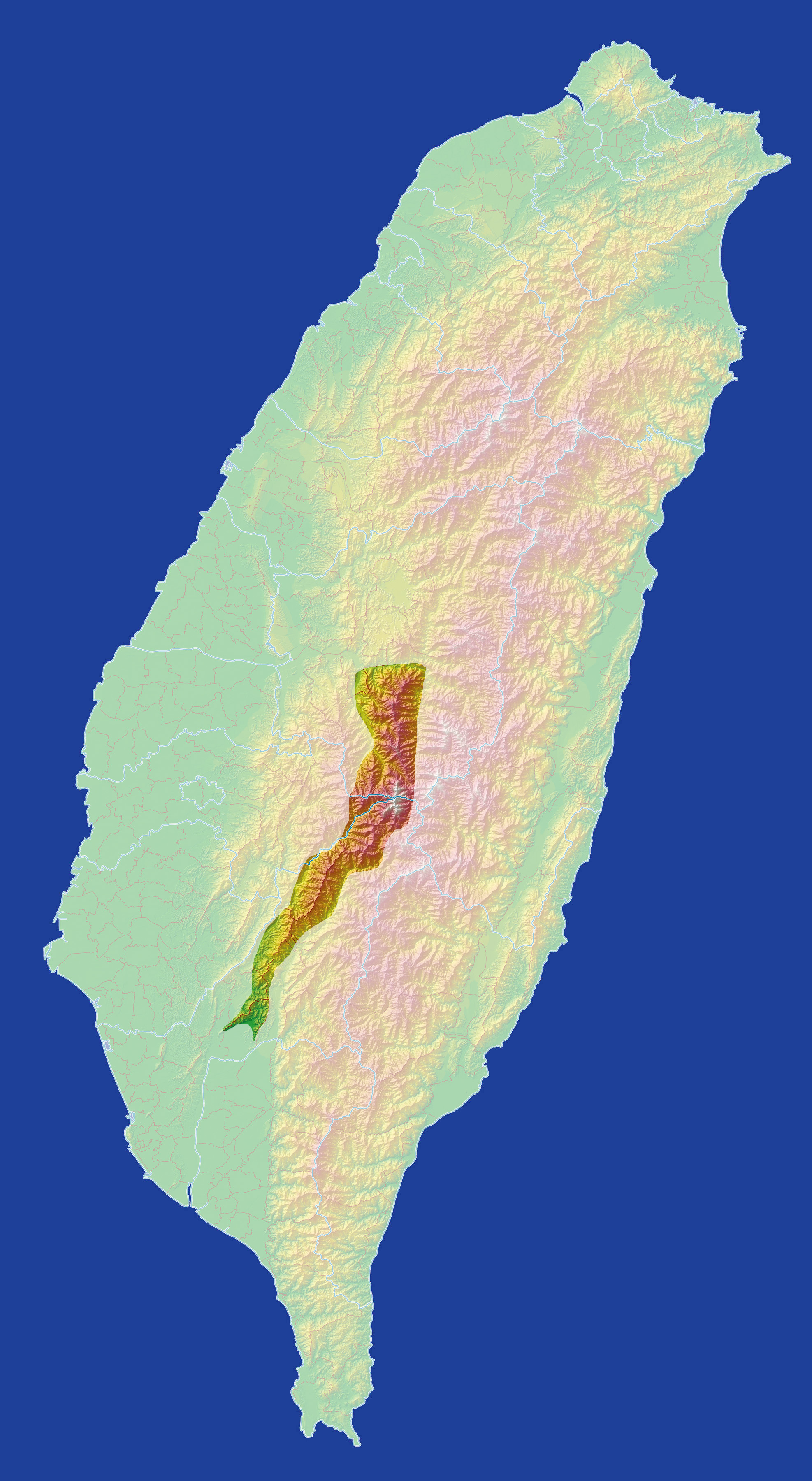
玉山山脈
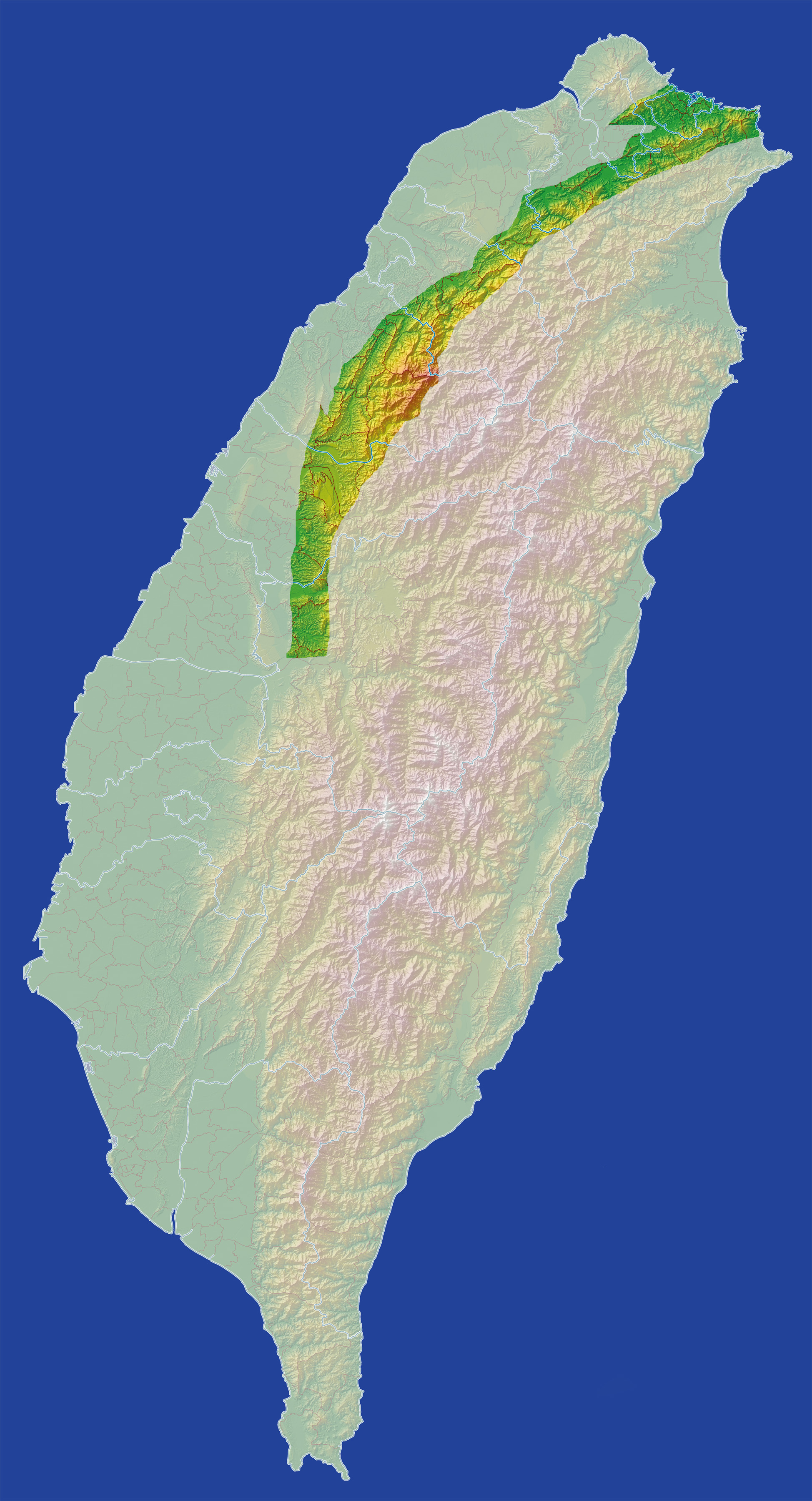
加里山山脈

## 註解
1. ↑  .   [2021-09-15]. （原始内容存档于2022-03-10）.
2. ↑  .   [2021-09-15]. （原始内容存档于2022-01-22）.
3. ↑  .   [2021-09-15]. （原始内容存档于2022-03-10）.
4. 1 2  楊貴三、沈淑敏（民99）。台灣全志，卷二，土地志，地形篇。南投市：台灣文獻館。
5. ↑  註：臺灣地理學術界多數學者並無公認採用山脈，採用八卦丘陵、八卦臺地稱之。
其它領域學術界則有各自用法：八卦山臺地、八卦山脈、八卦山等名稱，請參見名稱更迭。